# Colette Oudet
Colette Oudet, née Aymonier née le 30 mai 1920 à Fertans et morte le 11 avril 2014 à Allemond, est une organiste française.

## Biographie

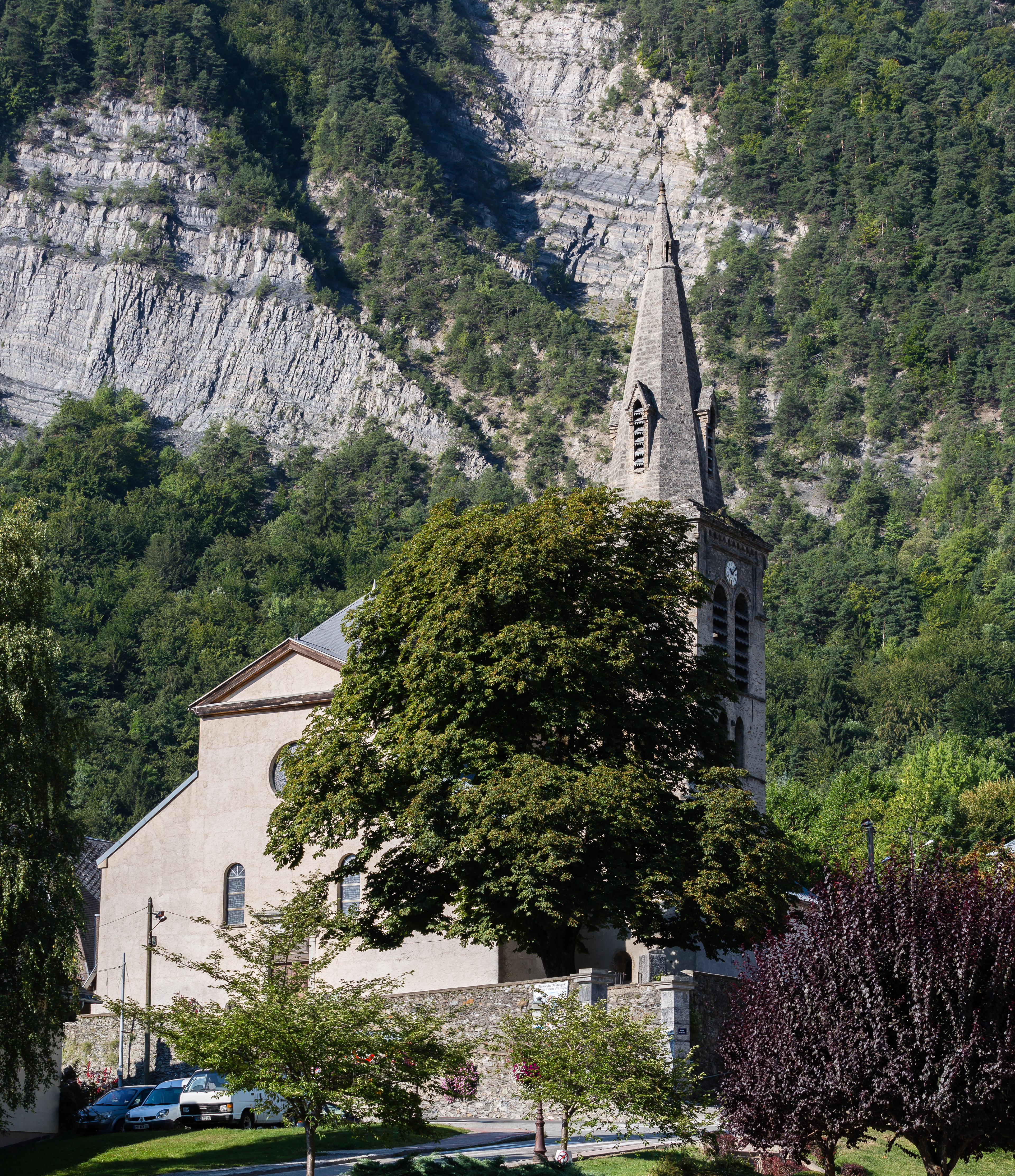
Église Saint-Laurent, le Bourg-d'Oisans.

Colette Oudet est co-titulaire de l'orgue de la cathédrale de Besançon.
Elle pratique également l'orgue à l'église Saint Laurent du Bourg-d'Oisans à partir de 2010, lors de son installation avec son époux Claude à Allemont en Isère ; l'orgue est baptisé Anne-Colette ou orgue de la Résurrection.
Parmi ses élèves, figure Yves Rangheard[réf. nécessaire].
Elle meurt le 11 avril 2014 à Allemond, et est inhumée au cimetière communal à la suite de la messe du 16 avril 2014 en l'église du Bourg-d'Oisans ; une messe est également célébrée le dimanche 4 mai, à la cathédrale de Besançon.